# Касьяненко Володимир Григорович
Володимир Григорович Касьяненко (3 (16) листопада 1901, Великий Янисоль — 18 січня 1981) — український радянський вчений у галузі порівняльної морфології, зоолог і анатом, професор, академік АН УРСР (з 19 травня 1951 року).

## Біографія
Народився 3 (16 листопада) 1901 року в селі Великому Янисолі Катеринославської губернії (тепер селище міського типу Велика Новосілка Донецької області). У 1926 році закінчив Київський ветеринарно-зоотехнічний інститут і до 1951 року працював там же (з 1938 року — професор).

Могила Володимира Касьяненка

Член ВКП(б) з 1945 року. З 1947 року — завідувач відділом еволюційної морфології Інституту зоології АН УРСР, у 1950–1962 роках — його директор, у 1964–1981 роках — науковий консультант цього інституту.
Помер на 80-му році життя 18 січня 1981 року. Похований в Києві на Байковому кладовищі (ділянка № 1).

### Родина
- Донька — Інга Касьяненко (1924—2008) — онколог, фармаколог, доктор медичних наук, лауреатка Державної премії України.
  - Онука — Наталія Овчаренко (нар. 1950) — літературознавиця, доктор філологічних наук, професор.
  - Зять — Федір Овчаренко (1913—1996) — хімік, доктор хімічних наук, професор.

## Наукова діяльність
Основні наукові дослідження присвячені вивченню особливостей будови кінцівок ссавців з урахуванням способу життя, типу опори і характеру пересування тварини. По-новому визначив приватну і групову функції м'язів кінцівок; обґрунтував нове уявлення про мускули «великої» та «малої» роботи по одному і тому ж суглобу. Його школою розроблено вчення про типи суглобового рельєфу, відповідних типам опори кінцівок тварин. Серед праць:
- «Апарат руху і опори коня (функціональний аналіз)», Київ. 1947;
- «Закономірності пристосувальних перетворень суглобів кінцівок ссавців», «Зоологічний журнал», 1956, вип. 3.

## Нагороди
Нагороджений орденом Леніна, іншими орденами, медалями.